# Коодьяха
Коодьяха (устар. Коодь-Яку) — река в России, протекает по территории Ямало-Ненецкого автономного округа. Устье реки находится в 148 км по левому берегу реки Часелька. Длина реки составляет 34 км. В 6 км по левому берегу впадает река Котэкикя.

## Данные водного реестра
По данным государственного водного реестра России относится к Нижнеобскому бассейновому округу, водохозяйственный участок реки — Таз. Речной бассейн реки — Таз.
Код объекта в государственном водном реестре — 15050000112115300067899.